# Calyptotis ruficauda
Calyptotis ruficauda är en ödleart som beskrevs av  Allen E. Greer 1983. Calyptotis ruficauda ingår i släktet Calyptotis och familjen skinkar. Inga underarter finns listade.